# 13822 Стівдодсон
13822 Стівдодсон (13822 Stevedodson) — астероїд головного поясу, відкритий 2 листопада 1999 року.
Тіссеранів параметр щодо Юпітера — 3,561.